# Royal Princess (2013)
Pour les articles homonymes, voir Royal Princess.
Le Royal Princess est un navire de croisières entré en service en juin 2013 pour la compagnie maritime Princess Cruises.
La construction du Royal Princess a commencé le 15 mars 2011 aux chantiers navals Fincantieri de Sestri Ponente, à Gênes (Italie).
Plus gros paquebot construit jusqu’ici en Italie, le Royal Princess compte 1 780 cabines, dont 1 438 dotées d’un balcon (81 % du total). En comptant l’équipage, le navire peut accueillir à son bord 5 400 personnes.
Le 13 juin 2013, le paquebot a été officiellement baptisé à Southampton par sa marraine la Duchesse de Cambridge Kate Middleton.